# Багатоканальний запис

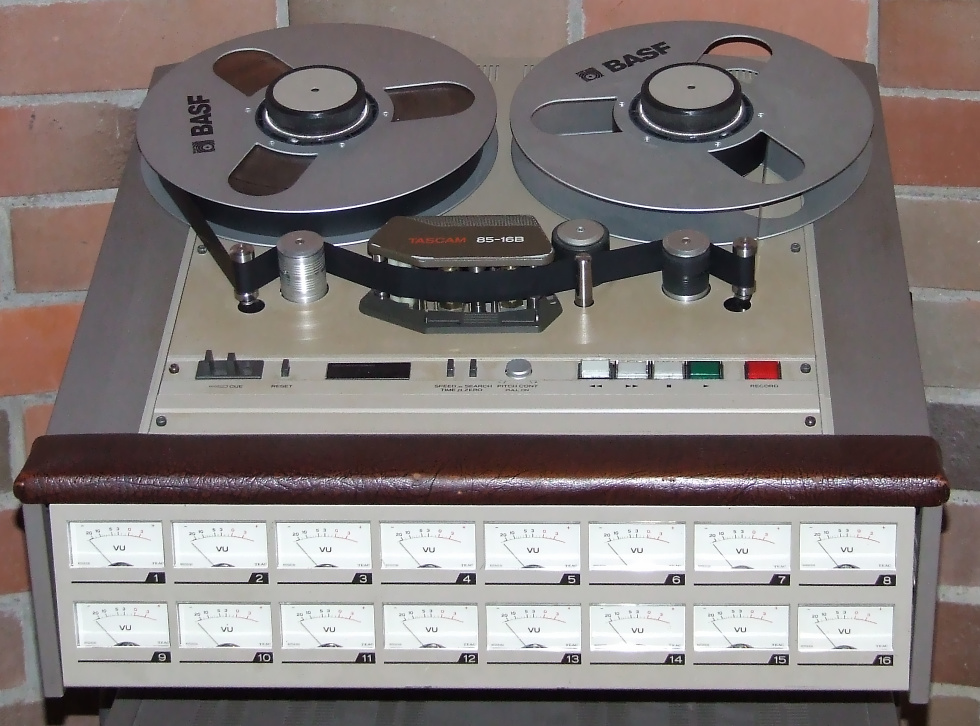
Аналоговий багатоканальний магнітофон TASCAM 85 16B здатний записувати 16 аудіодоріжок на 1-дюймовій (2,54 см) стрічці

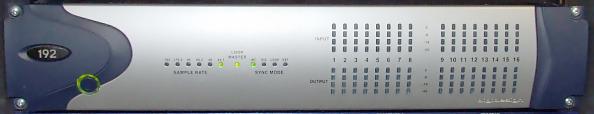
Digidesign 192 i/o. Pro Tools

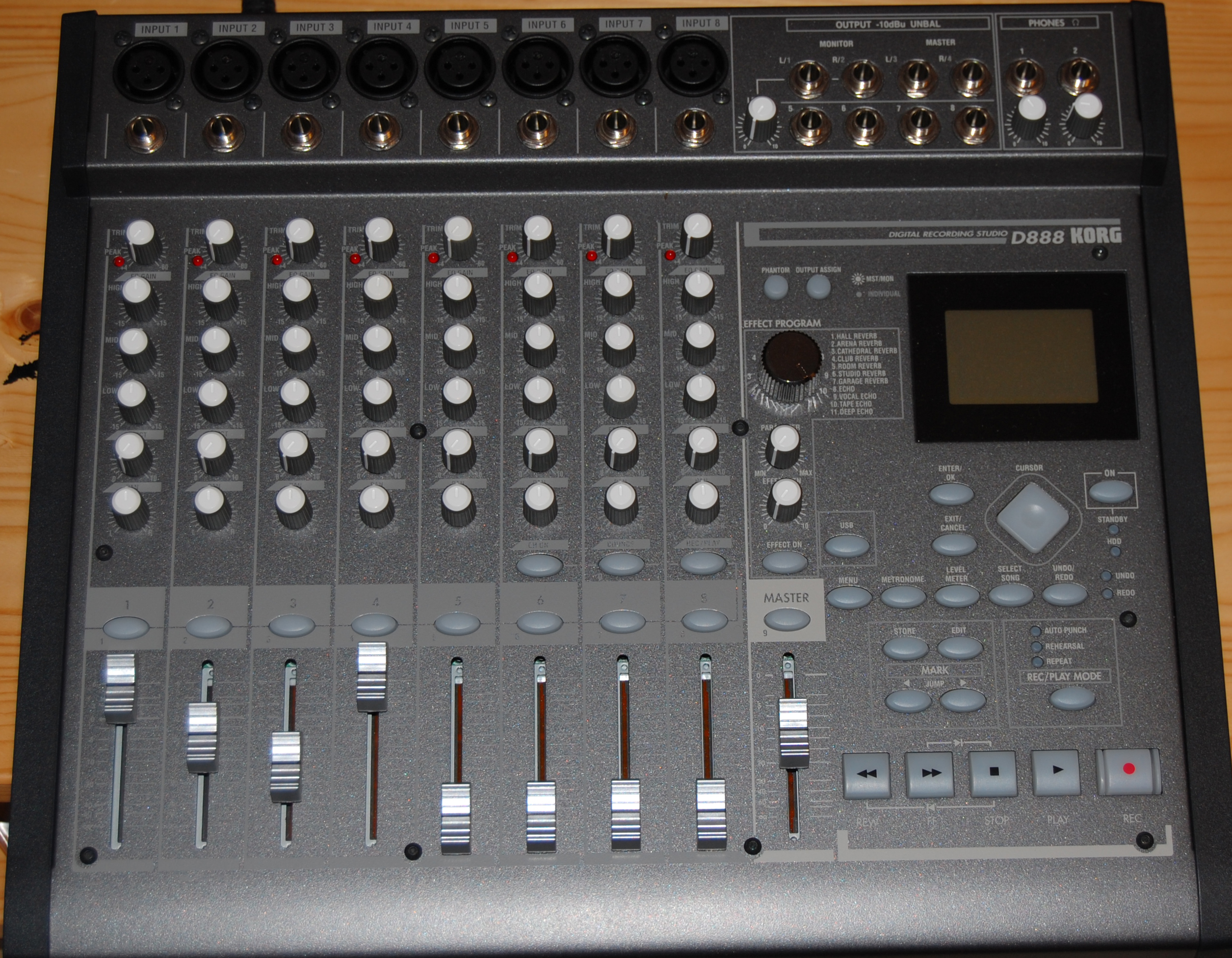
восьмидоріжковий цифровий рекордер Korg D888

Багатоканальний запис (також багатодоріжковий або мультитрековий запис) — спосіб запису звуку, який дозволяє здійснювати одночасний або послідовний запис великої кількості звукових джерел на окремі звукові доріжки для створення загальної звукової картини.

## Особливості
Багатоканальний запис здійснюється за допомогою:
- аналогових і цифрових багатодоріжкових магнітофонів
- апаратно-програмних комплексів з застосуванням аудіоредакторів
- цифрових звукових робочих станцій

Застосування цих пристроїв дає можливість незалежно записувати, відтворювати, обробляти і перезаписувати обрані окремі доріжки (треки) або одночасно весь запис. Кожна доріжка може містити запис інструментів та інструментальних груп, вокалістів, промову, музику і шумовий супровід.
У подальшому, в результаті зведення багатодоріжкового проекту і мастерингу отримується кінцева монофонічна, стереофонічна або багатоканальна фонограма. Розвиток технології багатоканального запису дозволив скоротити час запису, кількість дублів, підвищити якість звучання фінальної фонограми.

## Історія
Перші 4-х і 8-доріжкові магнітофони з'явилися ще в середині 1950-х років. У другій половині 1960-х були представлені 16-доріжкові рекордери, а у 1974 в Сіднеї був представлений перший 24-доріжковий магнітофон. У 1982 році Sony представила 24-доріжковий магнітофон DASH-формату.
У СРСР з 1973 на Куйбишевському заводі виготовлявся магнітофон Садко-501. Він мав 38 доріжок, записаних на магнітній стрічці завширшки 50,3 мм і довжиною 300 метрів.
Завдяки розвитку багатоканального запису з'явилася можливість створювати системи об'ємного звучання, починаючи з квадрафонії і закінчуючи останніми поколіннями систем Dolby і DTS
Наприкінці 90-х початку 2000-х аналогові і цифрові багатодоріжкові магнітофони почали заміщати цифрові звукові робочі станції на основі жорстких дисків. Вони пропонували більш широкі можливості запису і обробки звукового сигналу і були направлені виключно на професійний сегмент індустрії звукозапису. І тільки з поширенням потужних ПК багатоканальний запис став доступним любителям і бюджетним студіям. Застосування відносно бюджетних багатоканальних звукових плат і аудіоредакторів з функцією багатодоріжкового запису дозволило створювати портативні студії звукозапису на базі ПК. Зручність роботи з матеріалом без застосування стрічкових технологій і оцінили професіонали, тому навіть великі студії звукозапису відмовилися від застосування коштовних багатоканальних магнітофонів.

## Студія звукозапису на базі ПК
Більшість студій для створення демозапису і альбомів використовують цифрову звукову робочу станцію (DAW) на базі комп'ютера. Для багатоканального запису комп'ютер повинен бути оснащений звуковою картою або зовнішнім АЦП, встановленим програмним забезпеченням — багатодоріжковим аудіоредактором, передпідсилювачем (може бути вбудований у звукову плату) з мікрофоном (може мати АЦП всередині і підключення по USB) для запису вокалу, акустичних та електронних інструментів. Також можливий запис з інших звукових пристроїв з лінійним виходом. При відтворенні і запису для прослуховування (моніторингу) можливе використання навушників, приєднаних до лінійного виходу звукової плати або через передпідсилювач, а також використання звукових моніторів як пасивних (зовнішній підсилювач), так і активних (вбудований підсилювач).
Звукові інтерфейси можуть бути виконані у вигляді PCI чи PCIe карти або зовнішнього USB або FireWire пристрою.